# تیم ملی فوتبال لیبی
تیم ملی فوتبال لیبی (به عربى: منتخب ليبيا لكرة القدم) نماینده کشور لیبی در مسابقات بین‌المللی و آفریقایی است که زیر نظر فدراسیون فوتبال لیبی فعالیت می‌کند.
اولین بازی رسمی این تیم در تاریخ ۲۹ ژوئیه ۱۹۵۳ میلادی در برابر تیم ملی فوتبال موریتانی برگزار شده‌است.